# 法雅克昂瓦勒
法雅克昂瓦勒（法語：Fajac-en-Val，法語發音：[faʒak ɑ̃ val] ⓘ，意为“谷地的法雅克”）是法国奥德省的一个市镇，属于卡尔卡松区。

## 地理
法雅克昂瓦勒（43°7'16"N, 2°27'31"E）面积13.81 平方千米，位于法国奧克西塔尼大區奥德省，该省份为法国南部沿海省份，北起塔恩省，西北接上加龙省，西接阿列日省，南至东比利牛斯省，东临地中海，东北与埃罗省接壤。
与法雅克昂瓦勒接壤的市镇（或旧市镇、城区）包括：阿尔凯特昂瓦勒、洛凯河畔拉代恩、马代库尔、蒙兹、维拉尔昂瓦勒、瓦勒德达涅。

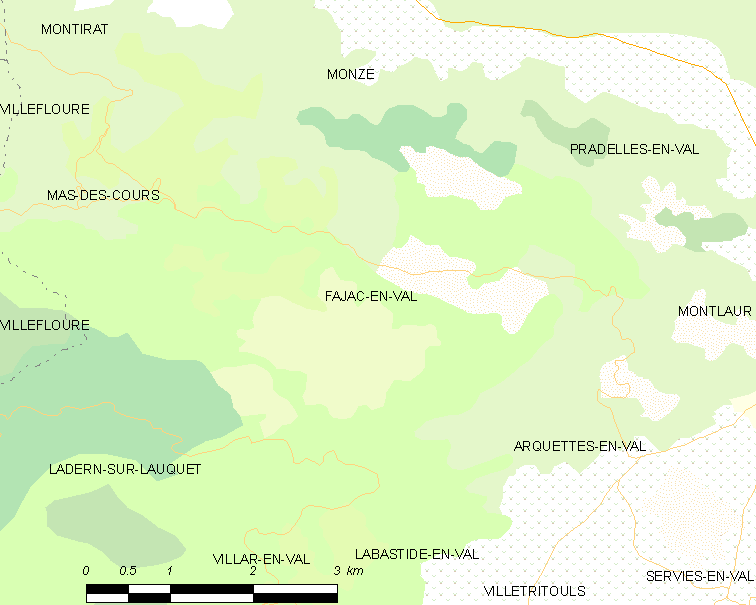
法雅克昂瓦勒的OSM定位图

法雅克昂瓦勒的时区为UTC+01:00、UTC+02:00（夏令时）。

## 行政
法雅克昂瓦勒的邮政编码为11220，INSEE市镇编码为11133。

## 政治
法雅克昂瓦勒所属的省级选区为亚拉里克山县。

## 人口

1962-2008年间法雅克昂瓦勒人口变化图示

法雅克昂瓦勒于2022年1月1日时的人口数量为51人。